# Congreso Internacional de Botánica
El Congreso Internacional de Botánica (acrónimo en inglés: IBC) es un encuentro en gran escala de botánicos de todos sus campos científicos, de todo el mundo. Autorizado por las Sociedades Internacionales de Asociaciones de Botánica y Sociedades de Micología (IABMS), los congresos se llevan a cabo cada seis años. El último fue el XVIII IBC en Viena, cien años después del segundo congreso, II IBC, y el próximo se desarrollará en Melbourne, Australia, del 24 al 30 de julio de 2011.
El IBC tiene el poder y las facultades de alterar el ICBN. Formalmente ese poder reside en la "Sesión Plenaria", pero en la práctica se aprueban las decisiones de la Sección Nomenclatura. Esa Sección se reúne antes del Congreso y recibe todas las propuestas de modificación del ICBN: incluye ratificaciones y recomendaciones en Nomen conservandum. Para reducir el riesgo de una decisión minoritaria, la Sección Nomenclatura adopta cambios con el 60% de la mayoría.
|       | Año  | Ciudad          | País           |
| ----- | ---- | --------------- | -------------- |
| I     | 1900 | París           | Francia        |
| II    | 1905 | Viena           | Austria        |
| III   | 1910 | Bruselas        | Bélgica        |
| IV    | 1926 | Ithaca          | Estados Unidos |
| V     | 1930 | Cambridge       | Reino Unido    |
| VI    | 1935 | Ámsterdam       | Países Bajos   |
| VII   | 1950 | Estocolmo       | Suecia         |
| VIII  | 1954 | París           | Francia        |
| IX    | 1959 | Montreal        | Canadá         |
| X     | 1964 | Edimburgo       | Reino Unido    |
| XI    | 1969 | Seattle         | Estados Unidos |
| XII   | 1975 | San Petersburgo | Rusia          |
| XIII  | 1981 | Sídney          | Australia      |
| XIV   | 1987 | Berlín          | Alemania       |
| XV    | 1993 | Tokio           | Japón          |
| XVI   | 1999 | San Luis        | Estados Unidos |
| XVII  | 2005 | Viena           | Austria        |
| XVIII | 2011 | Melbourne       | Australia      |
| XIX   | 2017 | Shenzhen        | China          |